# Renault Juvaquatre
La Juvaquatre era un'autovettura di classe medio-bassa prodotta tra il 1937 ed il 1960 dalla casa automobilistica francese Renault.

## Storia

### Contesto storico e nascita del modello
Nella seconda metà degli anni 1930 la situazione politica e sociale in Europa era tesa: le nazioni del Vecchio Continente stavano guardando con crescente preoccupazione al folle programma degli "spazi vitali" messo in atto da Adolf Hitler. In Francia, Louis Renault pensò che una politica aziendale adeguata avrebbe potuto mantenere distesi i rapporti tra il suo Paese e la Germania nazista. Pertanto, lui o alcuni suoi emissari furono regolarmente presenti ai Saloni automobilistici tedeschi e naturalmente vennero esposti i modelli più significativi della Casa francese. In particolare, il patron della Casa di Billancourt si recò al Salone di Berlino negli anni 1935, 1938 e 1939. Fu proprio durante il primo di questi viaggi che il burbero industriale parigino scorse allo stand Opel una vettura che lo impressionò positivamente, e cioè la Olympia, caratterizzata da alcune soluzioni stilistiche non molto diffuse in quegli anni, come ad esempio i due proiettori anteriori seminglobati nel frontale. Fu il classico colpo di fulmine: Louis Renault, notoriamente non molto incline alle innovazioni, aveva avuto fino a quel momento in catalogo solo delle vetture di fascia media, alta e di lusso. Erano trascorsi ormai anni dall'ultima volta in cui la Casa della Losanga aveva in listino una vettura di fascia medio-bassa. Fu infatti ancora nel 1929 che la Renault NN fu tolta di produzione, senza essere poi sostituita immediatamente da un modello che ne raccogliesse l'eredità. Louis Renault, che mal digeriva l'idea di una vettura popolare, ritenendo che l'automobile fosse prerogativa di ceti agiati, si limitò al massimo a proporre nel 1934 la Renault Celtaquatre con motore da 1.5 litri, una cilindrata che di fatto non fu appannaggio di una vasta schiera di potenziali utenti. Ma nel frattempo stavano accadendo altri eventi che di fatto avrebbero convinto il patron della Renault a cambiare idea: prima di tutto il successo senza precedenti della Peugeot 201, ma anche i consensi riscossi dalla Simca-Fiat 6CV, praticamente una Fiat 508 Balilla prodotta su licenza in Francia. Convinto della necessità di tornare a proporre una vettura accessibile a più vaste fette di clientela, Louis Renault si decise ad avviare il progetto Junior, che prevedeva fra l'altro anche la prima carrozzeria interamente in acciaio prodotta dalla Renault. La soluzione della carrozzeria in acciaio, brevettata da Edward Budd negli USA, richiedeva però la concessione della licenza, concessione che Louis Renault non fu inizialmente disposto a richiedere e che quindi tentò di aggirare, ma invano. Le leggi parlavano chiaro e non davano altre possibilità: alla fine Louis Renault dovette cedere. Ma per quanto riguarda il fatto di "copiare" letteralmente una Opel? Come stava reagendo la General Motors (all'epoca già detentrice del marchio Opel) di fronte alla vettura che Renault stava per immettere nel mercato? In realtà non vi sono testimonianze relative ad una possibile causa intentata dal colosso americano nei confronti della Casa di Billancourt, alcune fonti evidenziano la possibilità (senza peraltro nessuna prova neppure in questo caso) che Louis Renault abbia pagato una tangente sottobanco ai vertici GM pur di proseguire con il progetto Junior.
Date le premesse, il progetto Junior si sviluppò e si concretizzò in relativamente poco tempo: l'unico aspetto veramente inedito fu quello relativo alla scelta del motore, non un'unità da 1.3 litri come nel caso della Olympia, bensì un nuovo propulsore da un litro con cui inserire la nuova vettura nella fascia dei 6 cavalli fiscali. A quest'ultimo progetto lavorò Charles Edmond Serre, da sempre un fedelissimo di Louis Renault. I primi prototipi utilizzati per i test di affidabilità della meccanica avevano già la carrozzeria definitiva di quelle che sarebbero state le prime fasi della carriera commerciale della vettura, vale a dire berlina a due sole porte. Il motore da un litro fu presentato all'ufficio omologazioni il 18 febbraio 1937. Nel corso dell'estate dello stesso anno fu avviata la produzione di venti esemplari di preserie da destinare al Salone di Parigi ed alle prove della stampa.
Poco prima della presentazione al pubblico, la nuova "piccola" di Casa Renault fu sottoposta ad un severo test di affidabilità a consumo che comprese il tragitto Parigi-Bordeaux-Parigi (circa 1.200 km in totale) nel corso del quale, alla velocità media di 60 km/h fece registrare un consumo medio di 6,603 litri ogni 100 km.
La vettura definitiva fu presentata al Salone di Parigi del 1937, tenutosi fra il 7 ed il 17 ottobre. Seguendo la politica aziendale di quegli anni, che battezzava le vetture Renault con nomi di fantasia composti, anche nel caso della nuova arrivata, fu adottato un criterio analogo e venne scelto il nome Juvaquatre.
Nel frattempo, partì la produzione degli esemplari di preserie, che vennero contraddistinti dalla sigla di progetto AEB1. Alla fine del Salone di Parigi gli esemplari di preserie furono 12, ai quali si aggiunsero 34 esemplari definitivi, dotati di tutta una serie di migliorie rispetto ai primi, tanto da recare la nuova sigla AEB2, che la Casa aveva appunto riservato alle versioni definitive. Tra la presentazione della vettura ed il suo lancio commerciale, questi esemplari furono sottoposti ad un esame da parte di un gruppo di potenziali clienti, allo scopo di riscontrare eventuali difetti ed apportare ulteriori migliorie. Furono almeno quaranta i punti migliorabili riscontrati da questo gruppo di persone, per cui il personale tecnico della Casa di Billancourt si mise al lavoro in tutta fretta allo scopo di eliminare tali problemi prima del lancio commerciale, fissato per i primi mesi del 1938.

### Caratteristiche

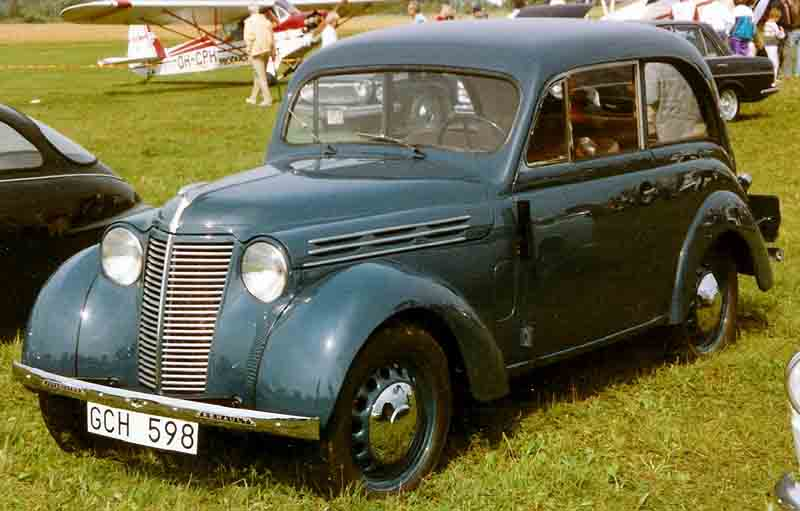
Una Juvaquatre AEB2, la versione definitiva che conserva la carrozzeria di tipo berlina a due porte

La Juvaquatre definitiva, nella sua versione di base, conservò la configurazione di carrozzeria di tipo berlina a due porte: tale carrozzeria, interamente in lamiera di acciaio, conservava per intero i tratti stilistici della Olympia, tranne che nella calandra simile per forma e dimensioni, ma con la trama della griglia dal disegno leggermente rivisto, così come ridisegnate, sia pur in maniera contenuta, furono anche le prese d'aria ai lati del cofano motore, disposta a quattro gruppi di feritoie per lato, anziché in una fila continua come nella "gemella" tedesca. Analogamente a quest'ultima, poi, la Juvaquatre fu proposta anche con carrozzeria trasformabile, in ogni caso sempre con quattro posti. Quest'ultima variante fu in realtà frutto della trasformazione di una berlina a 2 porte presso carrozzerie esterne, per cui la produzione delle trasformabili viene normalmente inclusa nella produzione della berlina. Internamente lo spazio era abbastanza soddisfacente: l'unico neo che di fatto finirà per non incontrare i gusti della clientela, fu la presenza di due sole porte, fatto che costringeva a reclinare lo schienale anteriore per accedere al divanetto posteriore. In ogni caso, il divanetto posteriore poteva essere smontato per permettere il carico di oggetti ingombranti, e così pure il sedile del passeggero anteriore, sempre per facilitare tali operazioni. Il posto guida era caratterizzato da un cruscotto in posizione centrale che comprendeva anche una spia per il livello dell'olio, un amperometro, un indicatore del livello carburante ed un orologio elettrico. Il volante era di grande diametro e a tre razze sottili. L'accesso al bagagliaio avveniva unicamente reclinando lo schienale posteriore, essendo la vettura sprovvista di aperture posteriori.
La carrozzeria in acciaio della Juvaquatre era di tipo autoportante, ma la struttura non era realmente di tipo monoscocca, bensì era costituita da un telaio a longheroni in acciaio con piattaforma incorporata, anch'essa in acciaio sul quale andava a saldarsi la carrozzeria. Il principio è simile (ma non del tutto identico) a quello che dopo la guerra sarebbe stato adottato dalla Citroën 2CV. Pur non garantendo la stessa rigidezza strutturale di una vera soluzione monoscocca, il passo in avanti rispetto ai vecchi telai separati fu netto. L'interasse della Juvaquatre era di 2.35 metri. Una significativa novità tecnica fu quella riguardante l'avantreno, che abbandonò l'ormai superato schema ad assale rigido in favore della soluzione a ruote indipendenti con balestra trasversale ed ammortizzatori idraulici monoeffetto. Più tradizionale il retrotreno ad assale rigido, anch'esso a balestra trasversale. Di tipo tradizionale anche l'impianto frenante a quattro tamburi con comando a cavo, mentre lo sterzo era a vite e settore.
Nuovo il motore Type 488 da 1003 cm³ con testata in lega di alluminio, ma ancora con distribuzione a valvole laterali. Questo motore era in grado di erogare una potenza massima di 23 CV, sufficienti per spingere i 750 kg della Juvaquatre a 100 km/h di velocità massima. L'architettura meccanica della vettura era anch'essa di tipo tradizionale, con motore anteriore longitudinale e trazione posteriore ottenuta mediante un cambio manuale a 3 marce, delle quali la prima non sincronizzata.

### Evoluzione

#### I primi tempi fino alla guerra

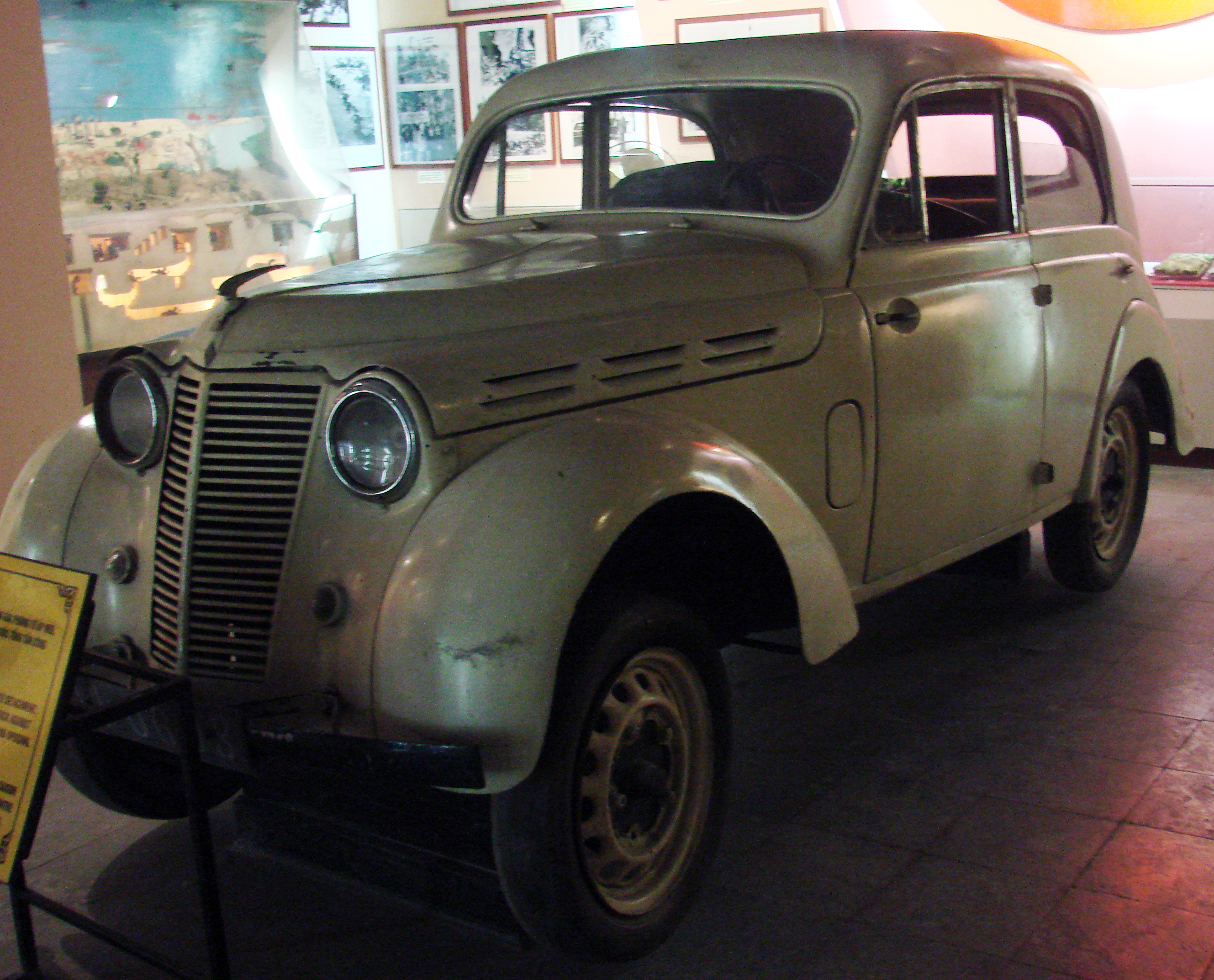
Una Juvaquatre berlina a 4 porte

Una volta eliminati i problemi riscontrati negli esemplari di preserie, la commercializzazione della Juvaquatre fu avviata in via definitiva: stavolta si trattò degli esemplari del tipo AEB2 definitivi. La gamma fu proposta in due livelli di allestimento, denominati Luxe e Grand Luxe. Invariata la possibilità di scegliere fra le due varianti di carrozzeria citate in precedenza, ossia berlina a due porte (denominata anche coach da alcune fonti) e trasformabile. Per la carrozzeria in acciaio, Louis Renault che non riuscì ad aggirare il brevetto di Edward Budd fu costretto a pagare una quota di 2 dollari per ogni berlina costruita ed un dollaro per ogni trasformabile. La Juvaquatre, il cui compito fu fin dall'inizio quello di tornare nella fascia di mercato "popolare" per rubare clienti alla concorrenza, con l'arrivo del 1938 si trovò a dover risolvere anche un altro problema, ossia quello di scalzare le rivali Citroën e Peugeot rispettivamente dal primo e secondo posto nella graduatoria dei costruttori francesi grazie anche alla maggior audacia dal punto di vista tecnico (per la Casa di Quai de Javel) e stilistico (per la Casa del Leone Rampante). Dal canto suo, uno degli argomenti commerciali che giocarono a favore della Juvaquatre fu il prezzo: basti pensare che nei primi mesi del 1938 occorrevano 16.500 FF per una Juvaquatre in versione base contro i 21.300 FF per una Peugeot 202 e addirittura contro 23.900 FF per una nuova Simca 8. Questi due modelli furono le due rivali di riferimento per la Juvaquatre.
Nonostante ciò, le vendite iniziali della Juvaquatre non furono soddisfacenti: alla fine del 1938 furono solo 9.000 gli esemplari prodotti e poco importò che dal 26 settembre di quell'anno la gamma fosse stata estesa con l'arrivo di una versione furgonata della portata massima di 250 kg. Secondo Louis Renault la scelta delle varianti di carrozzeria rimase ancora troppo limitata. Fu così che dal mese di aprile del 1939, alla berlina a due porte fu aggiunta anche una più classica berlina a quattro porte che in effetti finì per calamitare maggiormente l'attenzione del pubblico verso la piccola Renault. In realtà, a partire dal 1939, anche la versione a due porte cominciò ad ottenere consensi, mentre durante la prima metà di quell'anno furono prodotti anche un certo numero di esemplari con guida a destra. Sempre del 1939 fu l'arrivo di una particolare versione coupé, destinata però ad una produzione assai marginale. Lo scoppio della Seconda Guerra Mondiale pose un freno alla produzione della Juvaquatre, produzione che venne quasi completamente arrestata tra la fine del 1939 e l'inizio del 1940: a dicembre scomparve dal listino la berlina a quattro porte, mentre a gennaio fu la volta della coach. Quanto alla versione furgoncino da 250 kg, essa abbandonò il catalogo già alla fine di novembre, ma solo per essere sostituita, a gennaio, dal furgoncino con portata elevata a 300 kg. Vale ancora la pena sottolineare il fatto che le ultime berline, sia a due che a quattro porte, furono equipaggiate con freni idraulici e ricevettero rispettivamente le sigle di BFK1 e BFK2. Durante questo periodo di ristrettezze, le difficoltà nell'approvvigionamento del carburante indussero la Casa francese a proporre la Juvaquatre sia con impianto a gasogeno, sia con propulsore elettrico.
Durante la guerra, un certo numero di esemplari di Juvaquatre furono requisite ed utilizzate dalla Wehrmacht come veicoli da collegamento per ufficiali e furgoni per usi vari. I veicoli militarizzati dai tedeschi erano praticamente identici al modello civile, con la sola eccezione dell'aggiunta del faro Notek (non sempre installato), i fari oscurati e, nella maggior parte degli esemplari, la colorazione mimetica e le insegne dei reparti.

#### Il dopoguerra della Juvaquatre

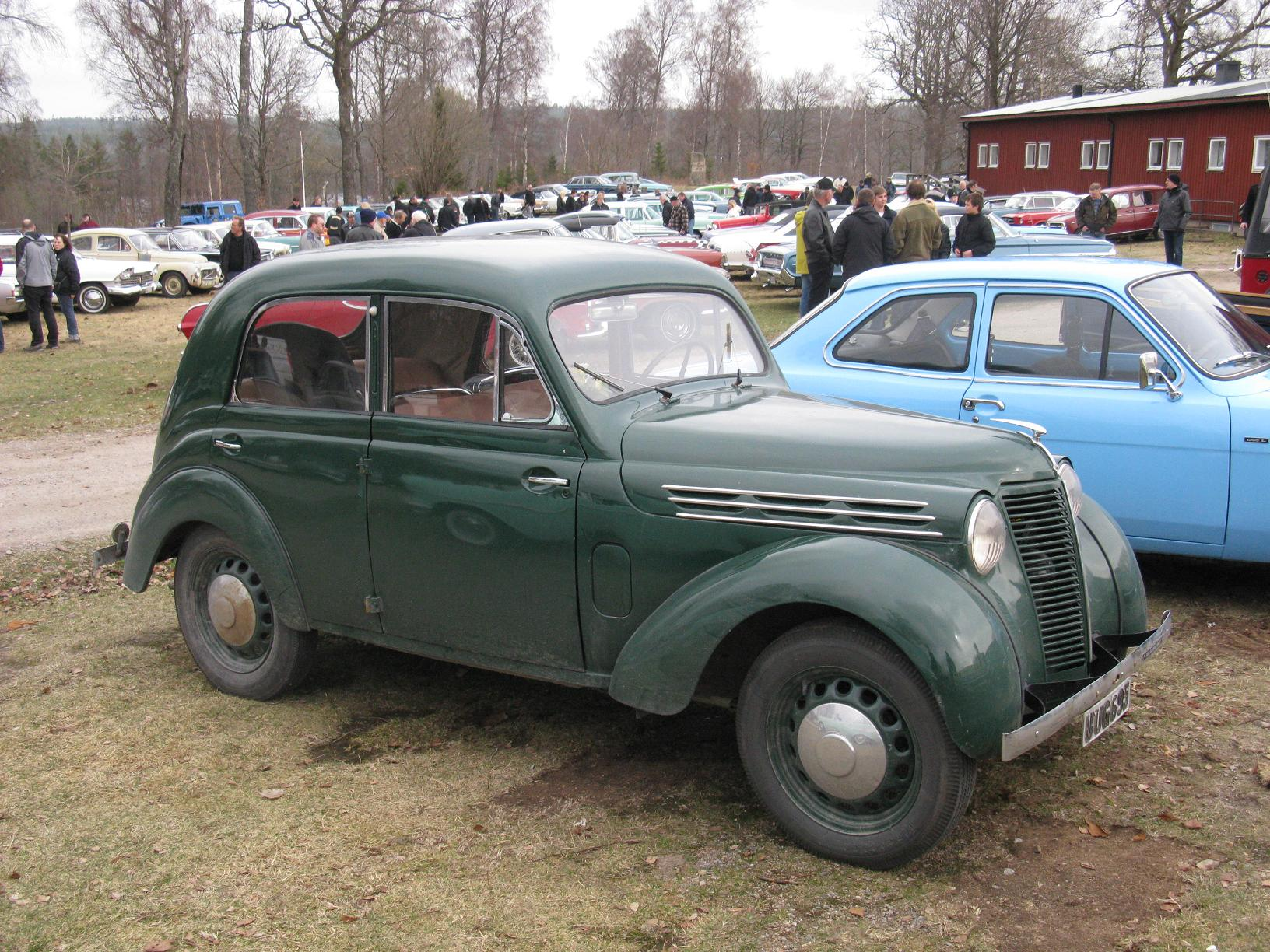
Una berlina BFK4 del dopoguerra

All'indomani dell'armistizio, lo stabilimento di Billancourt dovette fare i conti con i numerosi danni derivanti dai bombardamenti alleati, ma anche con il fatto di essere rimasto orfano del suo fondatore, Louis Renault. Questi, obbligato sotto minaccia a produrre mezzi per i Tedeschi, fu in seguito arrestato dalle autorità francesi per collaborazionismo. In carcere verrà sottoposto a duri interrogatori, ma subirà anche diversi pestaggi, in seguito ai quali il patron della Renault, già di salute malferma, troverà la morte. Le linee ripresero comunque a funzionare, ma nel corso del 1945 furono solo cinque le autovetture prodotte. Queste cinque vetture furono tutte delle Juvaquatre: il resto della produzione del 1945 fu costituita interamente di veicoli commerciali, assolutamente necessari per avviare i lavori di ricostruzione in tutta la Francia. Tale fenomeno interessò comunque un po' tutte le Case automobilistiche superstiti, e non solo in Francia. La produzione della Juvaquatre ricominciò ad un ritmo più regolare solo a partire dal gennaio 1946, ma a quel punto subentrò l'incognita principale: valeva ancora la pena continuare con la produzione della Juvaquatre? In fondo una nuova vettura di fascia bassa, la 4CV, era già in fase di ultimazione ed il suo impatto sul pubblico si rivelerà assai positivo. Alla fine si raggiunse la soluzione di compromesso: la Juvaquatre sarebbe rimasta in listino ancora per un paio di anni. La Juvaquatre del dopoguerra differiva da quella pre-bellica per alcuni dettagli, come il nuovo serbatoio dalla capacità salita da 22 a ben 38 litri (soluzione dettata dalla scarsità di stazioni di rifornimento) e per l'accesso al bagagliaio, ora possibile attraverso una vera apertura nella parte posteriore della vettura. Tuttavia in Francia fu veramente difficile trovare delle Juvaquatre in vendita, visto che la neonata Régie decise di esportare gli esemplari prodotti in quei mercati esteri ove risultava conveniente vendere per via della valuta favorevole. La gamma comprendeva la berlina a 4 porte e la furgonetta da 300 kg. A queste si aggiungono anche 13 coupé, anch'esse destinate all'esportazione. La produzione della berlina e della piccolissima serie di coupé terminò ufficialmente nel luglio 1948, ma la storia della Juvaquatre non finì qui.

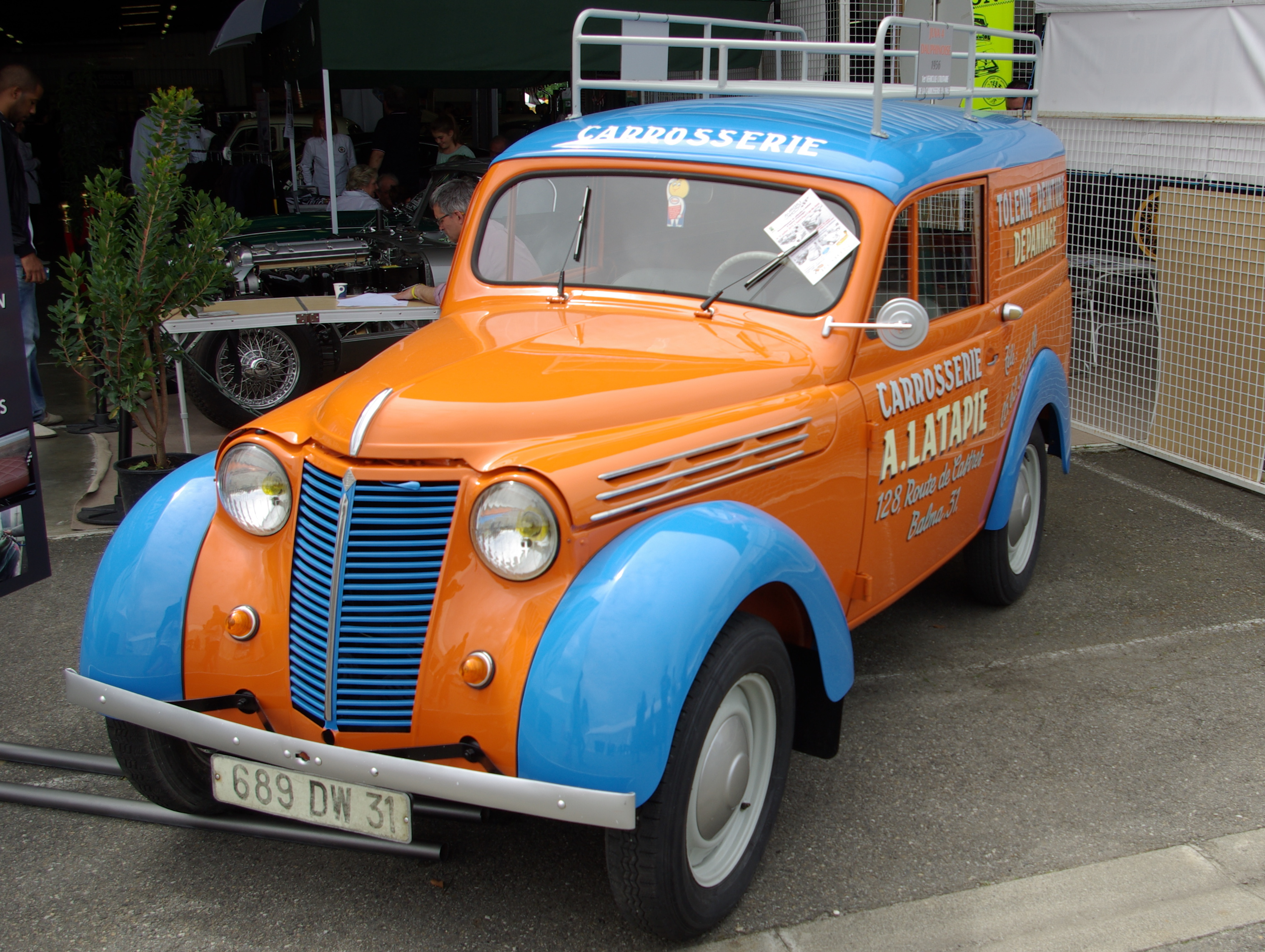
Una Juvaquatre Break

Curiosamente, la vera novità del dopoguerra arrivò infatti nel marzo del 1949, quasi un anno dopo l'uscita di produzione della berlina: convinta dal successo di un certo numero di esemplari di furgoncino trasformati in giardinetta dalla carrozzeria Carrier, la Casa francese decise di inserire nel proprio listino anche la Juvaquatre Break. Meccanicamente identica alle altre Juvaquatre, la Break se ne distingueva per la parte posteriore, convertita da cassone merci a zona comprensiva di divanetto posteriore per due persone, più bagagliaio. Prevista stavolta in maniera molto meno timida anche per il mercato interno, la Break conobbe anche un buon successo di vendite, tanto da spingere la dirigenza della Régie a lasciare in listino la Juvaquatre ancora per altri anni, sia pur senza la versione berlina. Quest'ultima, però, tornò a far parlare di sé quando, per motivi mai chiariti, tra il luglio ed il novembre 1951 ne furono prodotti nuovamente altri 60 esemplari, di cui 10 con guida a destra. Fu l'ultimo lampo della produzione della berlina. Non solo, ma a partire dal 1953 si ebbe una novità assai significativa, data dall'arrivo sotto il cofano del motore da 747 cm³ che già equipaggiava in quel periodo il best seller della Casa, ossia la 4CV. Nelle Juvaquatre Break e Fourgonnette così equipaggiate, la potenza massima raggiungeva 21 CV, fermandosi quindi poco sotto il livello di potenza massima raggiunto fino a quel momento dal vecchio motore da un litro. Le versioni furgonate erano disponibili anche nell'allestimento Service, cioè più spartano ed economico, che tra l'altro prevedeva addirittura la rimozione del sedile del passeggero.
Nel 1954 vi furono alcuni aggiornamenti agli interni, dove comparvero un nuovo volante a due razze ed un nuovo cruscotto, sempre in posizione centrale. Entrambe queste novità furono mutuate anch'esse dalla 4CV. L'anno successivo i vetusti indicatori di direzione a bacchetta lasciarono il posto a dei lampeggianti. Furono gli ultimi aggiornamenti di un certo rilievo prima dell'evoluzione finale.

#### La Dauphinoise

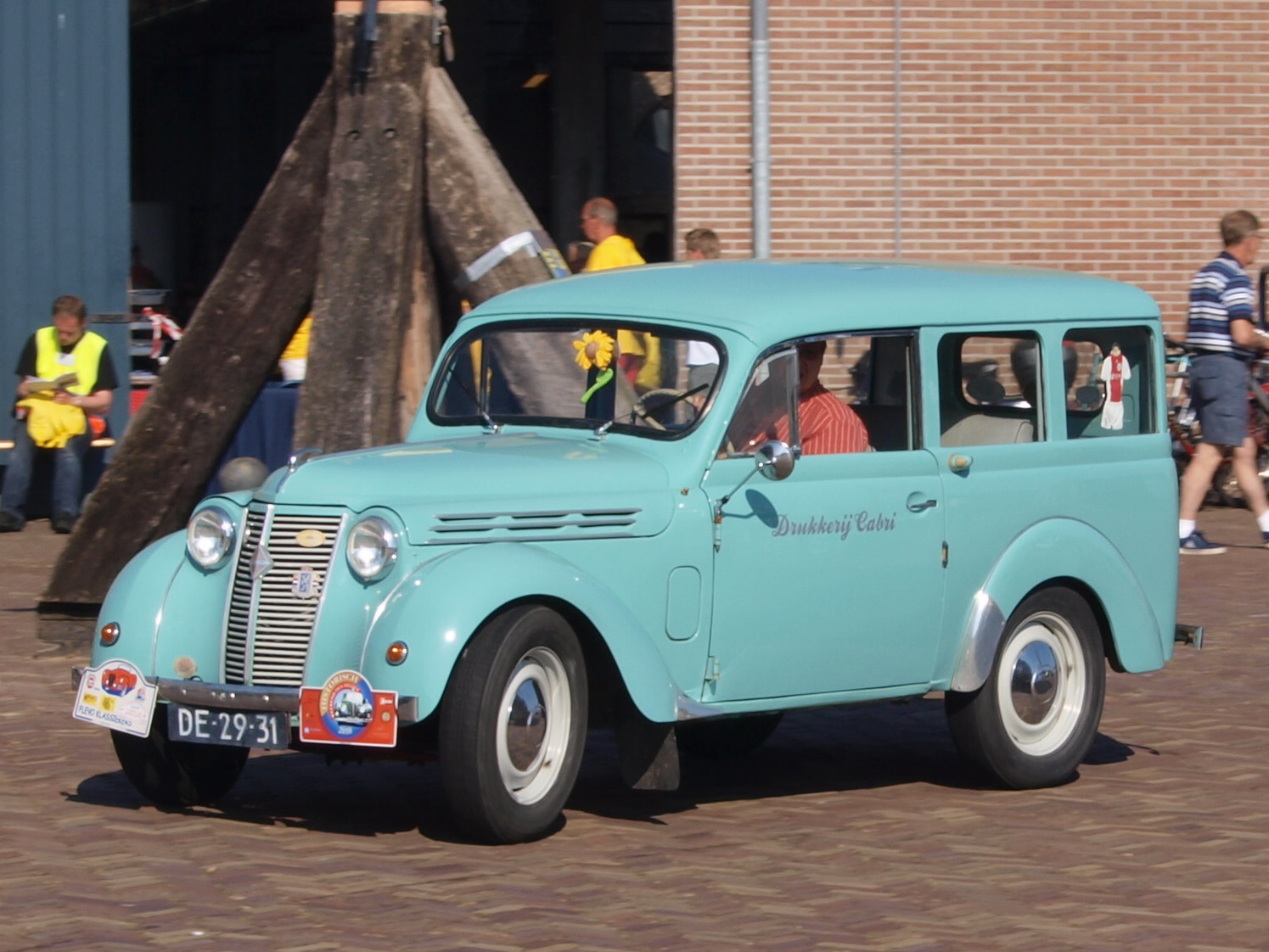
Una Renault Dauphinoise in versione Break

Nel 1956 le Juvaquatre Break e Fourgonnette evolsero nuovamente, e questa volta in maniera ancor più significativa. Per quanto riguarda l'aspetto tecnico, il motore della 4CV lasciò il posto al nuovo motore Ventoux da 845 cm³ che proprio in quello stesso anno aveva fatto il suo debutto sotto il cofano della Dauphine. Ma anche qui, la potenza scese dagli originari 30 CV a solamente 24. Un'altra importantissima novità legata a questo consistente aggiornamento fu addirittura la denominazione ufficiale della vettura, che non si chiamò più Juvaquatre, bensì Dauphinoise (sigla interna: R2101). Il vecchio nome utilizzato fin dal 1937 scomparve quindi definitivamente. Per il resto la Dauphinoise ereditò dalla precedente gamma Juvaquatre tutte le caratteristiche strutturali e funzionali. E quindi il divano posteriore rimovibile, così come la ruota di scorta ed il doppio fondo previsto per alloggiare la ruota stessa, allo scopo di ottenere un vano di carico di 1,57 m² di superficie, per una capacità di 1,400 m³.
Le differenze estetiche rispetto alla Juvaquatre furono minime e si limitarono a dettagli come i tergicristalli fissati in maniera differente. La carriera della Dauphinoise si protrasse per altri quattro anni, dopodiché, nel 1960, arrivò veramente il momento del pensionamento, dopo oltre un ventennio di onorata carriera. Mentre, come già visto, la berlina aveva già trovato una sostituta nella 4CV, la Dauphinoise fu sostituita nel 1961 dalla Renault 4, anch'essa destinata ad una carriera pluridecennale.
In totale, tra Juvaquatre e Dauphinoise, furono 252.624 gli esemplari realizzati.

### Le Juvaquatre particolari

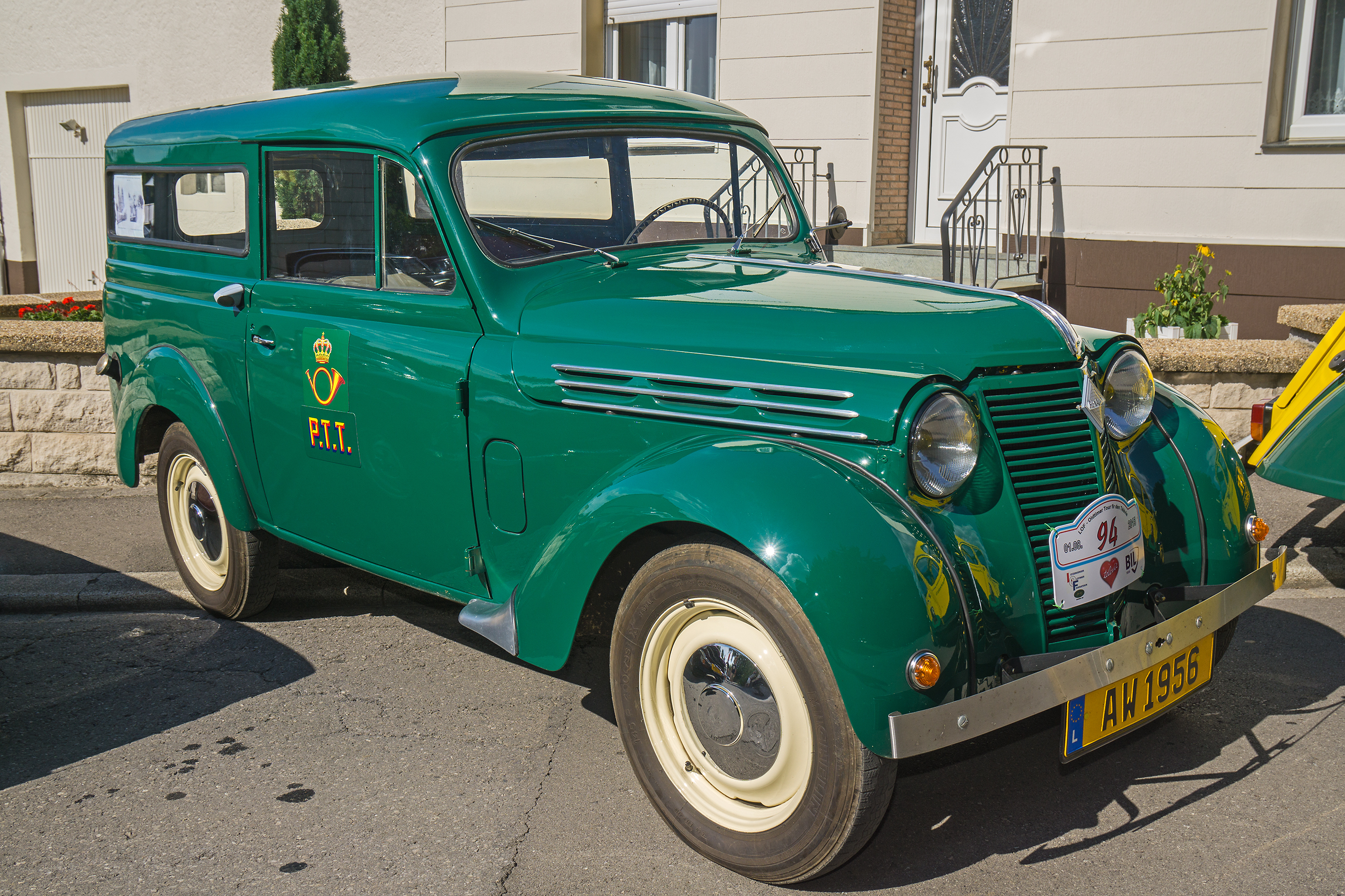
Una Juvaquatre Break realizzata dalla carrozzeria Carrier

Tra le varie versioni speciali realizzate sulla base della Juvaquatre vanno sicuramente ricordate le già citate Break realizzate dalla carrozzeria Carrier. Queste giardinette differivano dalle successive Break prodotte direttamente dalla Renault per alcuni particolari, come l'assenza dei gocciolatoi sul tetto. In non pochi esemplari, i finestrini laterali posteriori erano di altezza inferiore, mentre in altri l'altezza di tali finestrini fu la stessa di quella scelta in seguito dalla Casa di Billancourt. Ed ancora, in alcuni esemplari, la carrozzeria Carrier si cimentò addirittura con l'elegante verniciatura bicolore. le due aree di colore diverso erano delimitate da un inserto in acciaio inox che percorreva l'intera linea di cintura.
Strano ma vero, la versione coupé rimase in produzione anche durante i primi anni di guerra, sebbene in quantità estremamente limitate. Tuttavia, vale la pena di menzionare alcune "chicche", tanto più particolari se si pensa al tipo di vettura ed al momento storico estremamente difficile. Tanto per cominciare va detto che tra il 1939 ed il 1941 la Juvaquatre Coupé fu prodotta anche in tre esemplari a propulsione elettrica. Inoltre, va ricordato che a partire dal 1940 la coupé beneficiò anch'essa dell'arrivo dei freni idraulici. Durante il conflitto vennero prodotte altre quattro coupé particolari: esse recavano infatti la sigla BFK2, fino a quel momento riservata alla berlina con freni idraulici. Una di queste coupé fu distrutta durante un bombardamento, altre due erano a propulsione elettrica e la quarta fu senza dubbio la coupé più particolare di tutte, visto che si trattava di una coupé trasformabile, cioè con tetto in tela ripiegabile. Quest'ultima versione divenne negli anni seguenti un oggetto misterioso a proposito del quale tutti gli appassionati continuano a chiedersi se esista ancora o meno. Infine, la coupé fu prodotta in due esemplari dall'allestimento particolarmente lussuoso, che valse a questi due esemplari la denominazione di Juvastella.
Altrettanto particolare fu un'altra variante di carrozzeria, una trasformabile che di fatto non venne mai inserita nella gamma ufficiale Renault, ma che riuscì a ritagliarsi un piccolo spazio nella storia della Juvaquatre. In realtà, la Découvrable non fu mai inserita nella gamma perché si trattò di una coach modificata da ditte esterne: secondo alcuni, tale ditta fu la SAPRAR, fondata dallo stesso Louis Renault e su cui egli si appoggiava per l'eventuale richiesta di carrozzerie speciali. Ma esistono pareri discordanti sull'effettiva paternità della SAPRAR, dal momento che secondo certe fonti alcune centinaia di esemplari furono "vestiti" dalla carrozzeria Pourtout, mentre sui restanti aleggia il dubbio che a carrozzarle non sia stata la SAPRAR, alla quale invece fu semplicemente affidato il compito di commercializzarle. Addirittura pare incerto il numero di esemplari realizzati: le cifre ufficiali parlano di circa 500 esemplari, ma secondo alcune ricerche effettuate, il numero sarebbe di 631, di cui 397 carrozzate da Pourtout e le restanti affidate ad altri carrozzieri.
Durante la guerra, la scarsità di materie prime, ed in particolare di carburante, spinsero la Renault ad approntare alcuni esemplari di Juvaquatre con sistemi di propulsione alternativi. Oltre alle già citate versioni elettriche, prodotte in pochissimi esemplari, vi furono anche alcuni esemplari con impianto a gasogeno. In tutto furono 31 le Juvaquatre a gasogeno realizzate durante la guerra: l'ultimo esemplare fu consegnato il 15 gennaio 1943.
Ed ancora, va sicuramente menzionata la versione taxi, da alcuni considerata come la prima vera monovolume Renault. Tale versione fu realizzata presso la carrozzeria Escoffier, che disegnò e costruì una carrozzeria di tipo monovolume sulla base di una Juvaquatre. Furono una decina gli esemplari di taxi realizzati su base Juvaquatre. Il primo vide la luce il 26 aprile 1946, mentre l'ultimo fu prodotto l'8 febbraio 1949.
Un'altra versione molto particolare delle Juvaquatre fu il Tacot, un autocarro con cassone di tipo pick-up, che nacque da una costola della Juvaquatre, della quale utilizzò il propulsore e parecchi altri organi meccanici. Fu prodotto tra il 1946 ed il 1948 in 299 esemplari.
Infine, uno sguardo sulle Juvaquatre destinate all'esportazione: alcune di esse mutarono denominazione oppure furono proposte in varianti di carrozzeria inedite. Ad esempio, la Juvaquatre fu prodotta tra il 1938 ed il 1939 con guida a destra, espressamente per il mercato anglosassone: qui la vettura fu commercializzata come Renault Eight. Tale versione, proposta unicamente come coach, differiva dalla Juvaquatre normale per alcuni particolari, come la presenza di faretti supplementari sui parafanghi anteriori, il musetto in tinta differenziata e la differente scritta identificativa. Per il mercato dei Paesi dell'Oceania, la Juvaquatre fu denominata Renault 9 (ovviamente da non confondere con l'omonimo modello prodotto in Europa quarant'anni dopo) e venne proposta tra la fine degli anni '30 e l'inizio degli anni '40 (il periodo esatto non è ben precisato) anche in un'inedita variante con carrozzeria pick-up.

### Riepilogo caratteristiche tecniche
| Modello | Sigla interna | Carrozzeria                  | Motore     | Cilindrata cm³ | Potenza CV/rpm | Impianto frenante            | Massa a vuoto (kg) | Velocità max | Consumo (l/100 km) | Commercializzazione                          | Esemplari prodotti |
| Preserie |               |                              |            |                |                |                              |                    |              |                    |                                              |                    |
| Juvaquatre | AEB1          | coach (o berlina a 2 porte)  | Type 488   | 1003           | 23/3500        | Meccanico con comando a cavo | 750                | 100          | 7                  | 06/1937-07/1937                              | 12                 |
| Versioni per il mercato europeo continentale |               |                              |            |                |                |                              |                    |              |                    |                                              |                    |
| Juvaquatre (6CV) | AEB2          | coach                        | Type 488   | 1003           | 23/3500        | Meccanico con comando a cavo | 760                | 100          | 7                  | 09/1937-10/1937 (preserie) e 03/1938-01/1940 | 22.098             |
| Juvaquatre (6CV) | AEB2          | Coupé                        | Type 488   | 1003           | 23/3500        | Meccanico con comando a cavo | 750                | 100          | 7                  | 03/1939-12/1939                              | 30                 |
| Juvaquatre (6CV) | AEB2          | Trasformabile                | Type 488   | 1003           | 23/3500        | Meccanico con comando a cavo | 760                | 100          | 7                  | 1938-39                                      | 5001               |
| Juvaquatre (6CV) | AEB3          | Berlina a 4 porte            | Type 488   | 1003           | 23/3500        | Meccanico con comando a cavo | 760                | 100          | 7                  | 04/1939-12/1939                              | 4.751              |
| Juvaquatre (6CV) | AEB3          | Trasformabile                | Type 488   | 1003           | 23/3500        | Meccanico con comando a cavo | 760                | 100          | 7                  | 1939                                         | 4.751              |
| Juvaquatre (6CV) | BFK1          | coach e coupé                | Type 488   | 1003           | 23/3500        | Idraulico                    | 750                | 100          | 7                  | 1939-44                                      | 54                 |
| Juvaquatre (6CV) | BFK2          | Berlina 4 porte e coupé      | Type 488   | 1003           | 23/3500        | Idraulico                    | 760                | 100          | 7                  | 1939-43                                      | 1.248              |
| Juvaquatre (6CV) | BFK32         | Berlina 4 porte e coupé      | Type 488   | 1003           | 23/3500        | Idraulico                    | 760                | 100          | 7                  | 04/1940-05/1940                              | 4                  |
| Juvaquatre (6CV) | BFK4          | berlina 4 porte              | Type 488   | 1003           | 23/3500        | Idraulico                    | 760                | 100          | 7                  | 01/1946-11/1948                              | 36.5973            |
| Juvaquatre (6CV) | BFK4          | berlina 4 porte              | Type 488   | 1003           | 23/3500        | Idraulico                    | 760                | 100          | 7                  | 07/1951-11/1951                              | 60                 |
| Juvaquatre (6CV) | BFK4          | coupé                        | Type 488   | 1003           | 23/3500        | Idraulico                    | 750                | 100          | 7                  | 12/1945-01/1946                              | 13                 |
| Juvaquatre Fourgonnette 250 kg | AGZ1          | furgonetta                   | Type 488   | 1003           | 23/3500        | Meccanico con comando a cavo | 895                | 81           | 7.5                | 09/1938-11/1939                              | 2.035              |
| Juvaquatre Fourgonnette 300 kg | AHG1          | furgonetta                   | Type 488   | 1003           | 23/3500        | Idraulico                    | 895                | 81           | 7.5                | 01/1940-06/1943                              | 397                |
| Juvaquatre Fourgonnette 300 kg | AHG2          | furgonetta                   | Type 488   | 1003           | 23/3500        | Idraulico                    | 895                | 81           | 7.5                | 11/1945-07/1949                              | 98.597             |
| Juvaquatre Break (6CV) | AHG2          | giardinetta                  | Type 488   | 1003           | 23/3500        | Idraulico                    | 945                | 81           | 7.5                | 03/1949-07/1949                              | 98.597             |
| Juvaquatre Break (6CV) | R1080         | giardinetta                  | Type 488   | 1003           | 23/3500        | Idraulico                    | 945                | 81           | 7.5                | 08/1949-10/1953                              | 98.597             |
| Juvaquatre (4CV) | R2100         | Giardinetta                  | Type 662-3 | 747            | 21/4100        | Idraulico                    | 945                | 81           | 7.5                | 02/1953-02/1956                              | 12.153             |
| Juvaquatre (4CV) | R2100         | Furgonetta                   | Type 662-3 | 747            | 21/4100        | Idraulico                    | 895                | 81           | 7.5                | 02/1953-02/1956                              | 20.4484            |
| Dauphinoise (5CV) | R2101         | Giardinetta                  | Type 670-2 | 845            | 24/4000        | Idraulico                    | 945                | 81           | 7.5                | 02/1956-03/1960                              | 21.045             |
| Dauphinoise (5CV) | R2101         | Furgonetta                   | Type 670-2 | 845            | 24/4000        | Idraulico                    | 895                | 81           | 7.5                | 02/1956-03/1960                              | 30.9595            |
| Versioni specifiche per mercati esteri (sia CKD che non)6 |               |                              |            |                |                |                              |                    |              |                    |                                              |                    |
| Eight7 | BFD1          | Coach                        | Type 488   | 1003           | 23/3500        | Meccanico con comando a cavo | 750                | 100          | 7                  | 09/1938-06/1939                              | 1.237              |
| Eight7 | BFD2          | Berlina                      | Type 488   | 1003           | 23/3500        | Meccanico con comando a cavo | 760                | 100          | 7                  | 1939                                         | 3                  |
| Nine8 | BFJ1          | Berlina, cabriolet e pick-up | Type 488   | 1003           | 23/3500        | Meccanico con comando a cavo | 760                | 100          | 7                  | 1939-41                                      | 53                 |
| Versioni speciali derivate6 |               |                              |            |                |                |                              |                    |              |                    |                                              |                    |
| Taxi Escoffier | AJD           | Monovolume                   | Type 488   | 1003           | 23/3500        | Idraulico                    | -                  | -            | -                  | 03/1947-02/1949                              | 10                 |
| Tacot | 212E1         | Autocarro                    | Type 488   | 1003           | 23/3500        | Idraulico                    | 1.572              | -            | -                  | 12/1946-05/1948                              | 300                |
| Note: 1Altre ricerche dichiarano 631 esemplari, di cui 297 carrozzate Pourtout e 334 provenienti da carrozzerie non specificate 2Allestimento Grand Luxe: i 4 esemplari prodotti furono noti anche come Juvastella (denominazione non ufficiale) 3Degli esemplari indicati, 21 furono convertiti in versioni trasformabili, che successivamente furono vendute in Belgio ed in Svizzera 4Di cui 9.901 in allestimento Service 5Di cui 20.560 in allestimento Service 6Ai dati di produzione delle versioni indicate va aggiunta anche una parte (non definita) della produzione dei modelli BFK4, AHG2, R1080, R2100 ed R2101, poiché questi ultimi sono stati prodotti anche con guida a destra e quindi presumibilmente destinati a mercati in cui la legge impone tale caratteristica 7Per il mercato britannico 8Per i mercati dell'Oceania |               |                              |            |                |                |                              |                    |              |                    |                                              |                    |